# Gaig emplomallat
El gaig emplomallat (Cyanocorax cristatellus) és un ocell còrvid sud-americà del gènere Cyanocorax que habita diverses zones del Brasil i Paraguai.